# Montemayor
Montemayor település Spanyolországban, Córdoba tartományban. Montemayor Fernán Núñez, Córdoba, Espejo, Montilla és La Rambla községekkel határos. Lakosainak száma 3885 fő (2024).

## Népesség
A település népessége az elmúlt években az alábbi módon változott:
| Lakosok száma | 3824 | 3894 | 3936 | 4073 | 4143 | 4001 | 3924 | 3855 | 3851 | 3885 |
|               | 2001 | 2004 | 2006 | 2009 | 2011 | 2014 | 2016 | 2019 | 2021 | 2024 |